# Abû Mansûr Zahîr ad-Dîn Farâmarz

Abû Mansûr Zahîr ad-Dîn Farâmarz émir kakouyide d'Ispahan fils aîné d'`Alâ' ad-Dawla Muhammad succède à son père à Hamadân en 1041. Il est renversé par le Seldjoukide Tuğrul Bey en 1051. Il meurt à une date incertaine située après 1063.

## Biographie
Après 1037, Abû Ja`far `Ala' ad-Dawla renforce les défenses d'Ispahan contre les bandes de Turkmènes Oghouzes qui traversent le Khorasan et harcèlent les villes du Jibâl ou à la frontière avec l'Irak. En 1041, après la défaite des Ghaznévides lors de la bataille de Dandanakan, les Kakouyides se retrouvent en face des Seldjoukides. Leur chef, Tuğrul Bey fait de Ray sa capitale.

### Le règne (1041-1051)
En 1041, Abû Mansûr Zahîr ad-Dîn Farâmarz succède à son père à Ispahan. Le deuxième fils d'Abû Ja`far, Abû Kalîyâr Garchâps `Ala' ad-Dawla Ier prend le pouvoir à Hamadân et se déclare vassal de son frère. Le troisième fils d'Abû Ja`far se rebelle et appelle à l'aide l'émir bouyide du Fars, `Imâd ad-Dîn Marzubân. Cette tentative de rébellion est rapidement maîtrisée par les deux aînés.
Les relations de Farâmarz avec Tuğrul Bey sont complexes. Il semble que Farâmarz était aux côtés des Seldjoukides lors de la bataille de Dandanakan contre les Ghaznévides. A l'accession au trône de Farâmarz, Tuğrul Bey s'assure de sa suzeraineté et du paiement du tribut en envoyant une expédition depuis Ray. Cependant ni Farâmarz, ni son frère Abû Kalîyâr Garchâps ne vont se montrer volontiers au côté des Seldjoukides. Ils ont même l'occasion de faire allégeance au Bouyide `Imâd ad-Dîn Marzubân. En 1045, les souverains du Daylam et les Kurdes du Jibâl font front commun avec les Bouyides pour résister à l'avance des Mongols Oghouz à l'est de la Perse. L'année suivante Tuğrul Bey arrive devant Ispahan. Farâmarz renouvelle sa soumission aux Seldjoukides. Il semble qu'il respecte cette allégeance pendant les années qui suivent, néanmoins les revirements des Kakouyides exaspèrent les émirs seldjoukides.
En 1050, Tuğrul Bey fait le siège d'Ispahan. La ville se défend avec bravoure pendant un an mais elle finit par se rendre. Les murs de la ville sont rasés. Tuğrul Bey transfert sa capitale de Ray à Ispahan.

### La fin de sa vie (1051- après 1063)
Farâmarz conserve ses fonctions de gouverneurs des villes d'Abarqûh et de Yazd en compensation de la perte d'Ispahan. Bien qu'il ait perdu presque tout pouvoir, Farâmarz reste respecté à la cour d'Ispahan où on lui attribue le titre de « Chams al-Mulk » (Soleil de la royauté) à deux reprises en 1061 et 1063. Pendant cette période, il fait partie de la délégation des seldjoukide à Bagdad avec le vizir Kondorī puis avec Tuğrul Bey lui-même pour l'organisation du mariage de Tuğrul Bey avec la fille du calife abbasside Al-Qâ'im. Après cela, on entend plus parler de lui, sans doute est-il mort peu après.